# 新半田駅
新半田駅（しんはんだえき）は、かつて愛知県半田市新浜町にあった衣浦臨海鉄道半田線の貨物駅（廃駅）である。1990年代以降長らく貨物列車の発着がなくなっていたが、2006年（平成18年）に正式に廃止された。

## 歴史
- 1975年（昭和50年）11月15日 - 開業。
- 2006年（平成18年）4月1日 - 廃止。

## 駅構造
晩年は、本線とそこから分岐する3本の側線があるのみであった。本線と側線の分岐機は半田埠頭方のみ設置されていた。
1985年（昭和60年）まで側線から北に向かって分岐し、駅西側にある日本肥糧半田工場へ続く専用線があり、コーンスターチや肥料などの輸送に使用されていた。
1996年（平成8年）まで、東成岩方の神戸川を渡った先の場所から、川崎製鉄知多製造所（現・JFEスチール知多製造所）へ続く専用線も分岐しており、鉄鋼製品や石灰石などの輸送に使用されていた。
なお上記2つの専用線は、当駅開業以前は前者が半田駅から、後者が東成岩駅から分岐していた。

## 駅周辺
- JFEスチール知多製造所
- 日本ガイシ知多事業所
- 瀧上工業半田工場
- 日本肥糧半田工場
- 杉治商会カネニ飼料

## 隣の駅
衣浦臨海鉄道
半田線
東成岩駅 - 新半田駅 - 半田埠頭駅